# Ludmila Hořká

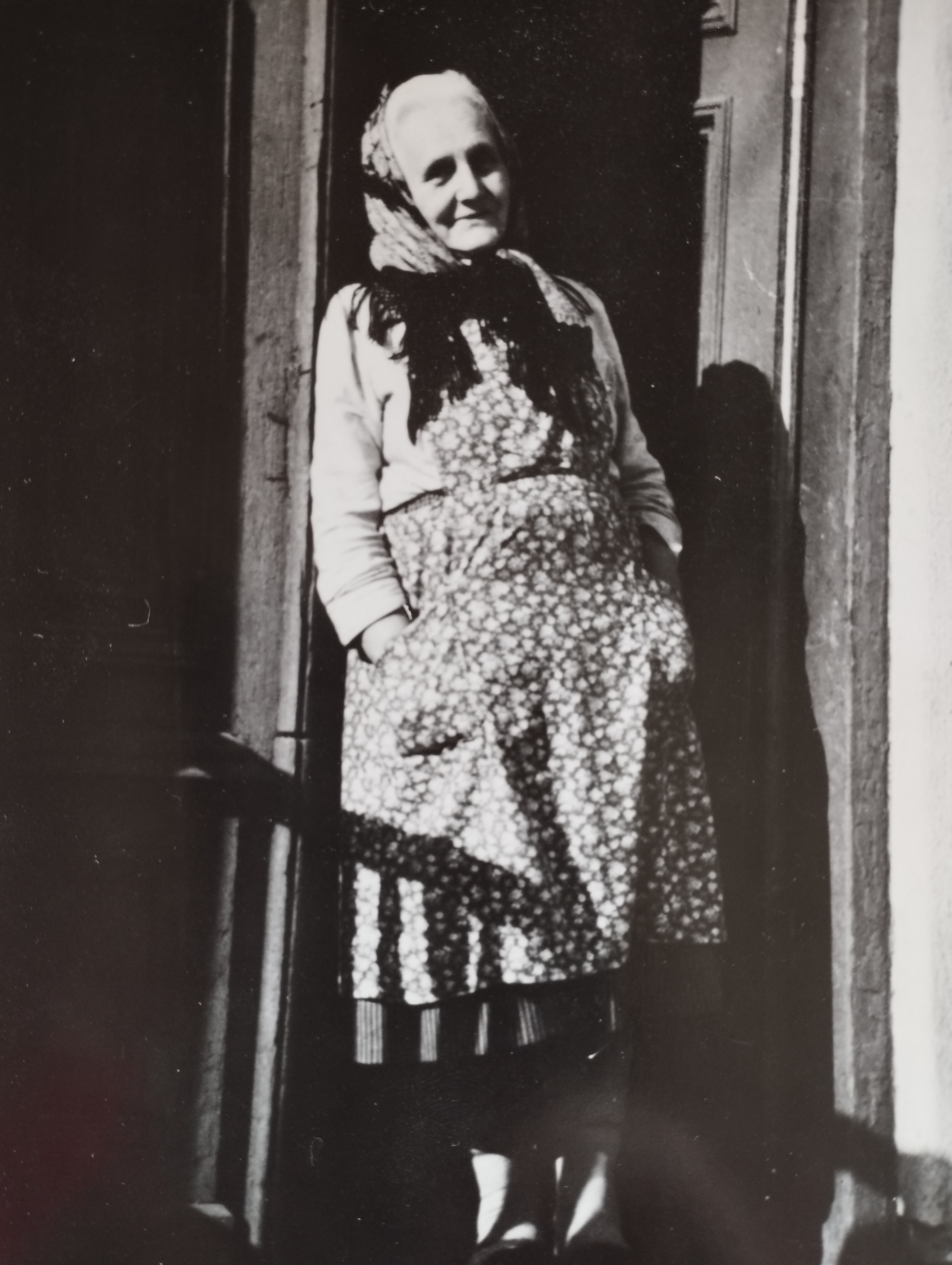
Portrét Ludmily Hořké v Kravařích

Ludmila Hořká (pseudonym), rozená Marie Terezie Holubková (26. dubna 1892 Dvořisko – 4. října 1966 Opava) byla česká, ve Slezsku působící spisovatelka, básnířka, publicistka a folkloristka spjatá s regionem Hlučínska.

## Životopis
Marie Holubková se narodila v rodině chalupníka Benjamina Holubky (1863) a matky Johanny, rozené Heidrové (1865–1903). Jejích pět sourozenců zemřelo před šestým rokem života. 
Chodila do dvoutřídní obecné školy, nejdříve německé v Kravařích, pak české ve Štítině. Po úmrtí matky a po otcově novém sňatku r. 1904 s Marií roz. Peterkovou (1870), vyrůstala u tety v Kravařích. Již tehdy pomáhala v hostinci, který po otcově smrti vedla v letech 1915–1958. R. 1914 se vdala za zedníka Vincence Šumníka (1893–1915), se kterým měla tři děti: Bohumíra (1912), Benjamina a Janu (1916). 
Po smrti manžela se r. 1919 provdala za zedníka Františka Šindeláře (1890), se kterým měla osm dětí: Gabriela, Oldřicha (1919), Františka (1920), Drahomíru, Josefa, Josefku, Terezii Hablovou a Marii: Manžel byl často bez zaměstnání a rodina s jedenácti dětmi trpěla bídou.
Po Mnichovské dohodě v roce 1938 a zabrání Hlučínska odešla do Kostelce na Hané, kde stýkala se s Petrem Bezručem. Založila tam národopisný soubor. Založila také taneční soubor, jehož je hlavní oporou, jezdila s ním a v hlučínském kroji propagovala svůj kraj. Z počátku vystupují s hlučínskými tanci, později se věnují hanáckému folklóru. Od té doby se pak soubor jmenoval Hanácká beseda. Přes mnohé krize soubor pokračoval v činnosti. Za jedenáct měsíců se vrátila do Štítiny. Po návratu ji zatkli. Po šestihodinovém výslechu ji propustili. Při prohlídkách jejího domu Gestapo zabavilo několik jejích rukopisů a básní, které pak navždy zmizely.
Již od dětství si Marie Holubková zapisovala lidové písničky. Od roku 1925 začala své básně, drobnou prózu a folkloristické sběry publikovat v časopise Moravec. První její básně se objevily ve 14. čísle Moravce. Počátkem 20. let se stala členkou a pak i vedoucí odbočky národopisného sdružení Sedlišťané v Kravařích a pod vlivem etnografů Jana Vyhlídala a Františka Myslivce sběratelkou písňového a slovesného folkloru. Časopisecky začala Hořká uveřejňovat v polovině 20. let zápisy lidových písní, pohádky a další lidovou tvorbu i vlastní lyriku. Publikovala v periodikách Moravec v Hlučíně a České slovo, Náš domov, Radostná země v Opavě aj.
Silně ji poznamenaly spletité politické, národnostní a sociální poměry na Hlučínsku za druhé světové války. Po jejím skončení se opět úspěšně věnovala národopisné činnosti. Po únoru 1948 se odmlčela. Když začal v druhé polovině padesátých let vycházet časopis Červený květ, byla požádána redakcí o příspěvek.
V rukopise zůstala její sbírka více než stovky lidových písní z Kravař a Dvořiska a kronika osady Dvořisko. Její lyrika ryze ohlasová i osobněji laděná, psaná v lašském nářečí i spisovném jazyce, jakož i všechny její knihy prozaické těží ze života ve Štítině a okolí. Autorka užívá lidových úsloví a obratů, v přímé řeči pak lašského nářečí. Je jednou z mála spisovatelek, které do svého díla promítají tak silné niterné sepětí se svým rodným krajem. Své knihy vydávala jako Ludmila Hořká a pro podobnost osudu i témat je označována za Boženu Němcovou Hlučínska.
Podle hrdinky její knihy Bejatka je pojmenován národopisný soubor Bejatka ze Štítiny.
Její odkaz se snaží rozšířit pravnučka Miriam Šumníková.

### Vyznamenání
- 1946: Čestný odznak pracovní obětavosti
- ulice Ludmily Hořké v Kravařích
- 2017 Medaile Artis Bohemiae Amicis

## Dílo

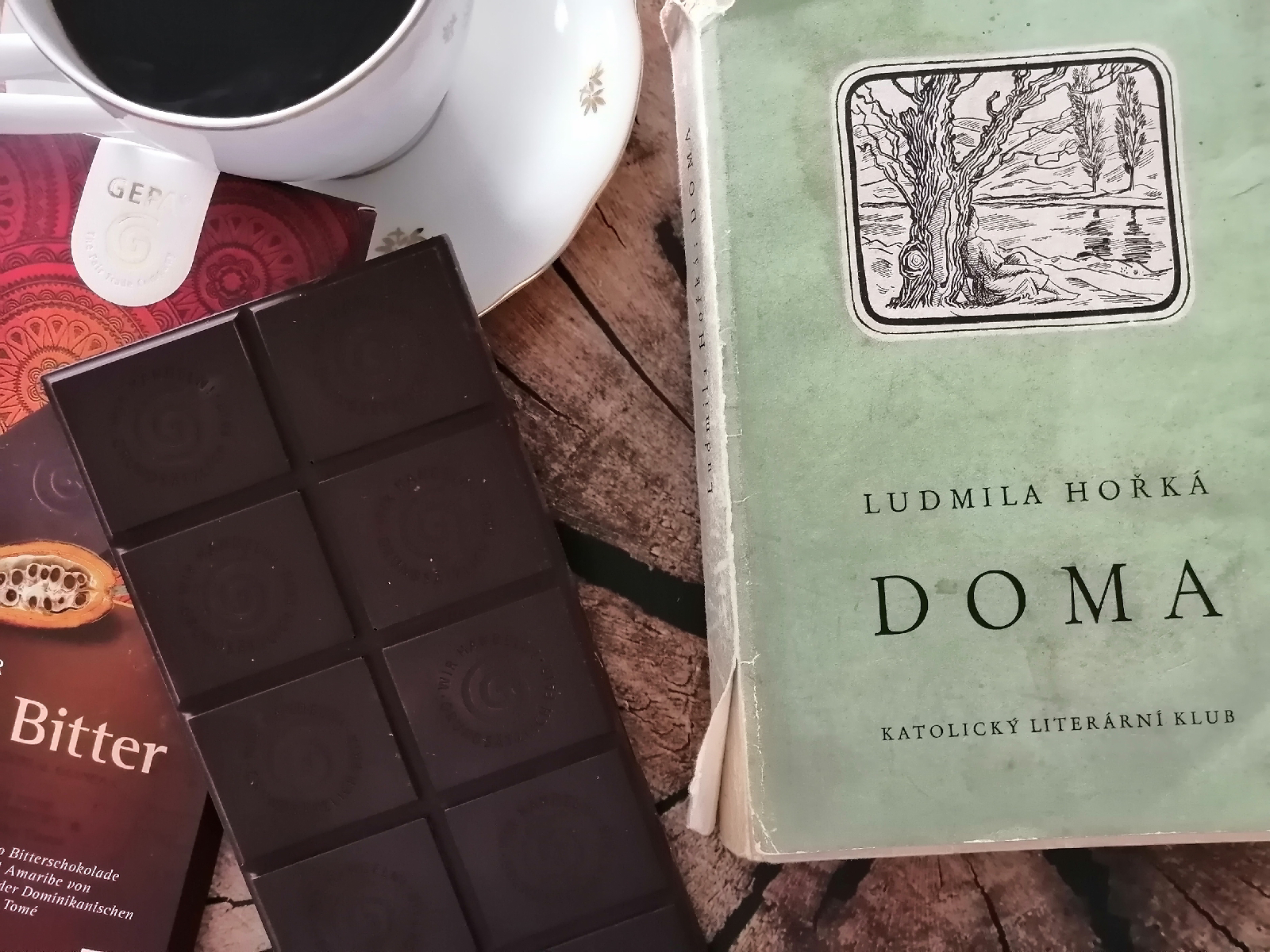

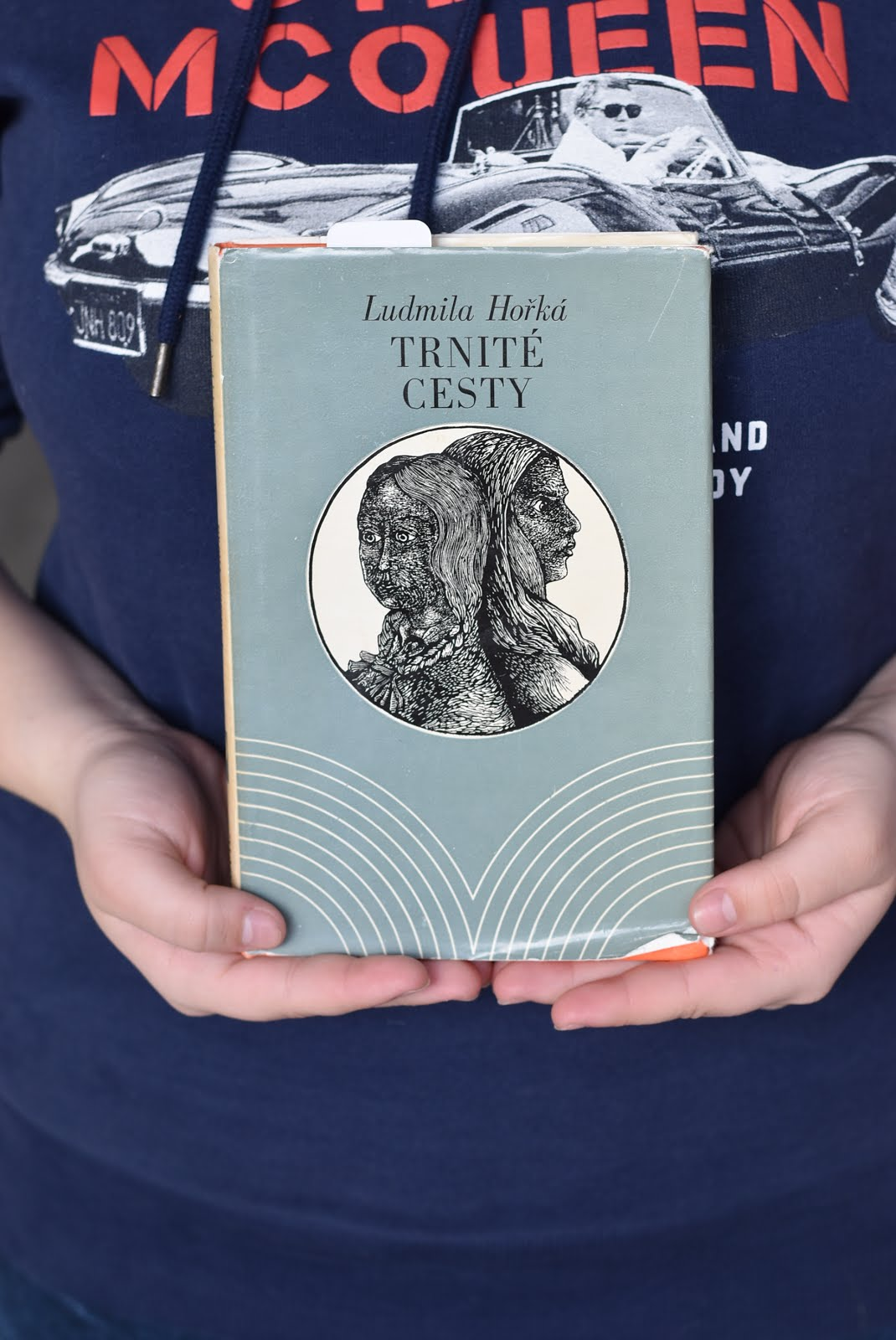

- Moravská svatba z Hlučínska. Moravec, roč. 2 / 1926
- Doma. Vyšehrad, Praha 1943 a 1947
- Národopisné paběrky z Hlučínska. Slezský studijní ústav, Opava 1948

- Řeka. Vyšehrad, Praha 1949
- Bejatka. Krajské nakladatelství, Ostrava 1959 [v polštině: Miałam dwóch synów. Krajské nakladatelství, Ostrava 1961]
- Hanysové. Krajské nakladatelství, Ostrava 1961
- Mezivodky. Krajské nakladatelství, Ostrava 1962
- Dolina. Lidová Demokracie, Praha 1962
- Bílé punčochy. Krajské nakladatelství, Ostrava 1964

- Na ostravském směru. In Kravařský almanach. Sborník statí o městu Kravařích, jeho historii a muzeu Ostravské operace. Městský národní výbor KSČ, Ostrava 1973
- Jiří Svoboda (editor): Trnité cesty. Mezivodky-Bejatka-Hanys Benjamin. Profil, Ostrava 1975
- Dvě slezské koledy. Sborník. Antonín Satke, 1987
- Antonín Satke (editor): Tesknice. Matice slezská, Gramma, Český Těšín 1992, ISBN 978-80-90110-74-8.
- Miriam Šumníková (editor): Tesknice v mluveném slově – audiokniha, interpretoval a aranžoval Národopisný soubor Bejatka. Tento projekt byl spolufinancován městem Opava. Speciální poděkování patří Mgr. Herbertu Paverovi – senátorovi parlamentu ČR a starostovi obce Bolatice, Opava 2020.[5]

- Miriam Šumníková (editor): audiokniha Bejatka – interpretem slova se stala Jana Bělohradská a hudebním doprovodem byl Národopisný soubor Bejatka. Tento projekt byl spolufinancován městem Opava. Natočeno v Českém rozhlase Ostrava.
- Miriam Šumníková (editor): audiokniha Řeka – interpretem slova se stala Jana Bělohradská a hudební doprovodem byl Národopisný soubor Bejatka. Tento projekt byl spolufinancován městem Opava. Natočeno v Českém rozhlase Ostrava.

### Články
- (Ske) [Satke, Antonín]. 65 let Ludmily Hořké. Radostná země 7, 1957, s. 58.
- Satke, Antonín. Ludmila Hořká (1892–1966). Národopisné aktuality 3, 1966, č. 3–4, s. 54–55.
- Satke, Antonín. Poezie Ludmily Hořké. K nedožitým 75. narozeninám spisovatelky. Slezský sborník 66, 1968, s. 342–359.
- Satke, Antonín. Ludmila Hořká – spisovatelka bolestí a nadějí hlučínského lidu. Slezsko. Kultura a země 4, 1972, s. 16–17.
- Satke, Antonín. Božena Němcová a Ludmila Hořká – podobnost dvou osudů v životě a v tvorbě. Český lid 59, 1972, s. 1–4.
- Satke, Antonín. Ludmila Hořká – spisovatelka – trpitelka a bojovnice. Ostravský večerník, 25. 4. 1972, č. 81, s. 4–5.
- Satke, Antonín. Ludmila Hořká a národopis jejího kraje. Vlastivědné listy Severomoravského kraje 14, 1988, č. 1, s. 31–32.
- Satke, Antonín. Z kolední tvorby Ludmily Hořké. Vlastivědné listy Severomoravského kraje 16, 1990, č. 2, s. 32–37.
- Hořký život – hořké jméno. Kniha o prosté robě, jejíž vášni bylo psaní, je cenným dokumentem
- Opavský Poeziomat
- Album Tesknice
- Český rozhlas Ostrava - pořad Rozhlasové listování
- Český rozhlas Ostrava - pořad Hudební přístav
- Český rozhlas Ostrava - pořad Hudební přístav
- Moravskoslezský kraj